# Mylo (Dakota du Nord)
Pour les articles homonymes, voir Mylo (homonymie).
La ville de Mylo est située dans le comté de Rolette, dans l’État du Dakota du Nord, aux États-Unis. Sa population s’élevait à 20 habitants lors du recensement de 2010.

## Démographie
| 1910 | 1920 | 1930 | 1940 | 1950 | 1960 |
| ---- | ---- | ---- | ---- | ---- | ---- |
| 98   | 140  | 134  | 89   | 110  | 103  |

| 1970 | 1980 | 1990 | 2000 | 2010 | - |
| ---- | ---- | ---- | ---- | ---- | - |
| 51   | 31   | 20   | 19   | 20   | - |

## Source
- (en) Cet article est partiellement ou en totalité issu de l’article de Wikipédia en anglais intitulé « Mylo, North Dakota » (voir la liste des auteurs).